# Zeitball

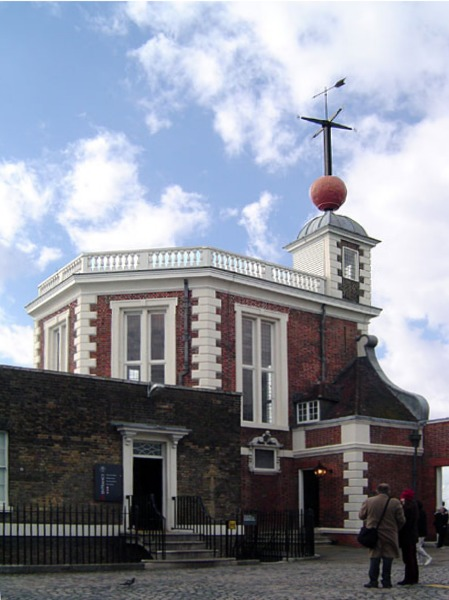
Der Zeitball des Observatoriums in Greenwich

Ein Zeitball war ein an erhöhter Stelle angebrachter und weithin sichtbarer Signalball, der zu einem festgelegten Zeitpunkt fallen gelassen wurde und es den Seeleuten erlaubte, ihre Schiffschronometer zu überprüfen. Die genaue Kenntnis der Uhrzeit war im 19. Jahrhundert unabdingbar, um den Längengrad der Position eines Schiffes auf See exakt zu bestimmen. Es war deshalb wichtig, das Chronometer im Hafen auf die Sekunde genau stellen zu können. Dazu war ein optisches Signal aufgrund der kürzeren Laufzeit besser geeignet als ein akustisches, wie z. B. ein Warnton.
Zeitbälle standen in Verbindung mit Sternwarten und wurden meist elektrisch ausgelöst. Der Auslösezeitpunkt am Royal Greenwich Observatory war 13 Uhr. Der Ball wurde normalerweise fünf Minuten vorher auf halbe Höhe gehoben und zwei oder drei Minuten vor dem Fall ganz heraufgezogen.

## Geschichte

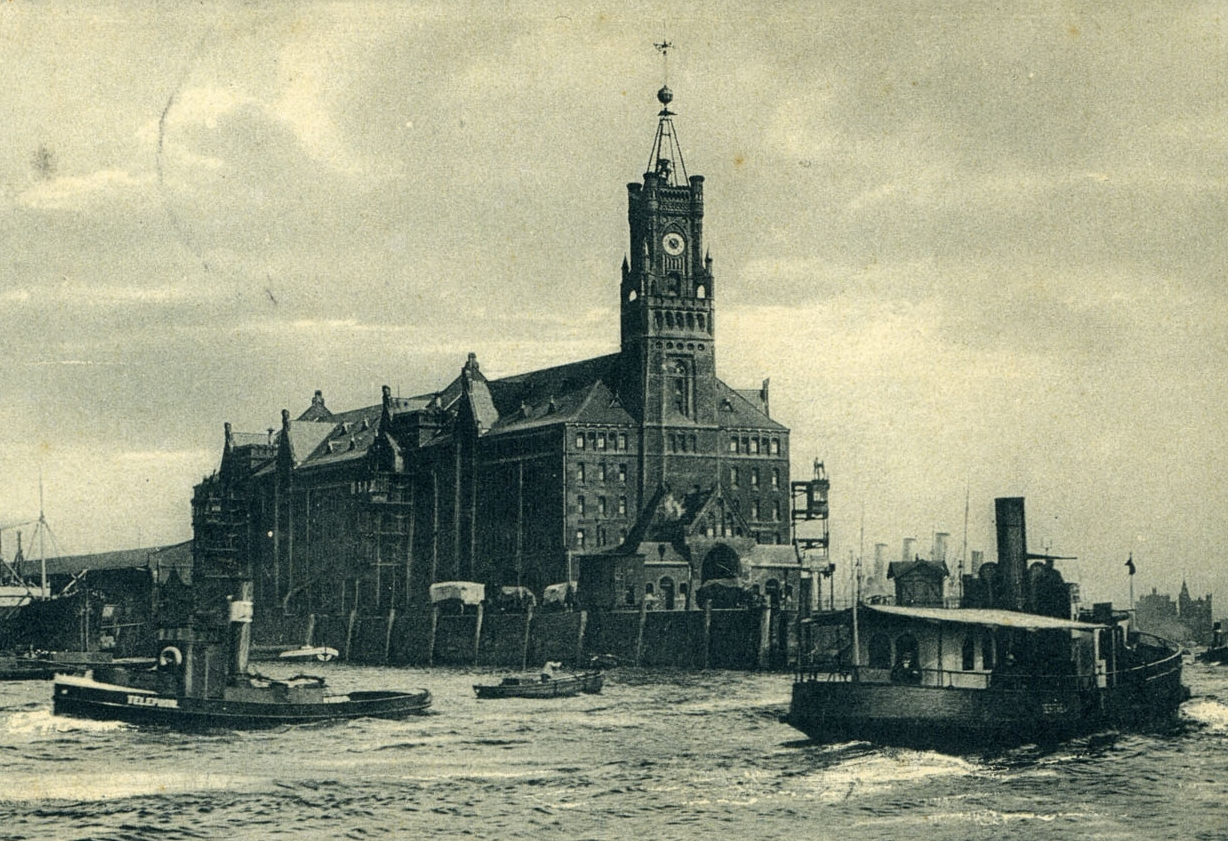
Kaispeicher A mit Zeitball in Hamburg (1875–1963)

Der britische Kapitän Robert Wauchope (1788–1862) hatte 1824 den Vorschlag zur Einrichtung von Zeitbällen bei der Admiralität eingereicht. Ab 1829 wurde der erste Zeitball in Portsmouth getestet. 1833 folgten weitere in Greenwich und auf St. Helena, 1836 in Kapstadt (siehe Signal Hill). 
Als erster deutscher Hafen erhielt Cuxhaven 1874 einen Zeitball. Es folgten Wilhelmshaven, Bremerhaven, Bremen, Emden, Hamburg, Kiel und Kiel-Wik, Stettin, Swinemünde und Danzigs Hafen Neufahrwasser.
Weltweit gab es etwa 160 Zeitbälle, von denen noch ca. 60 Stück existieren. Die meisten wurden in den 1920er Jahren abgerissen, nachdem ihre Aufgabe ab 1907 durch Zeitzeichensender (Deutschland 1910, Großbritannien 1924) übernommen worden war.

## Trivia
In New York wurde zu Silvester 1907 am Wolkenkratzer One Times Square der Times Square Ball installiert, der seitdem alljährlich eine Minute vor dem Jahreswechsel mit einem Countdown an einem Fahnenmast herabgelassen wird. Diese traditionelle, Ball Drop genannte Zeremonie zählt zu den Höhepunkten der US-amerikanischen Silvesterfeierlichkeiten und wird mittlerweile weltweit übertragen. Sie basiert auf der Idee des Zeitballs.

## Galerie

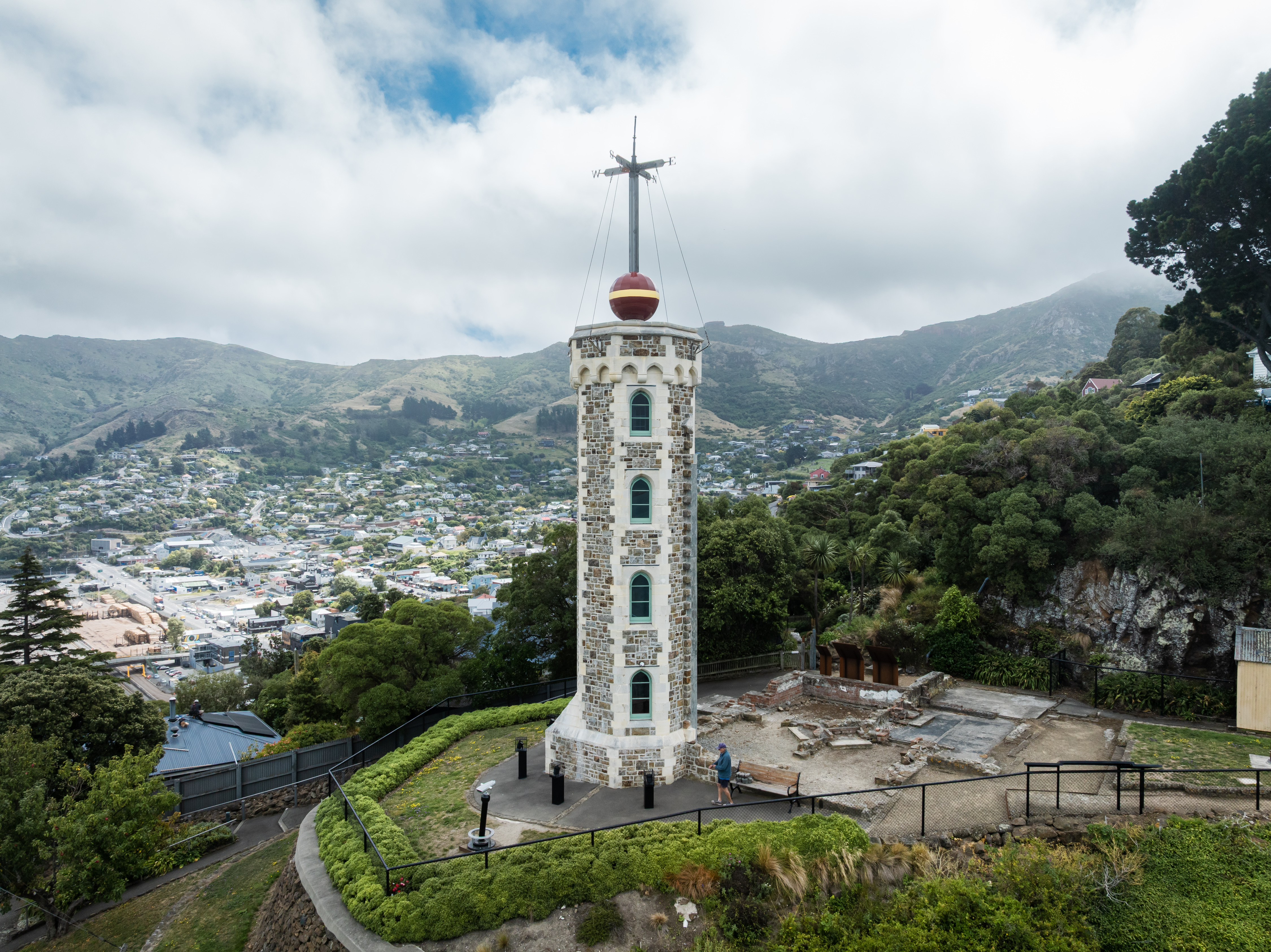
Zeitballstation, Lyttelton, Neuseeland
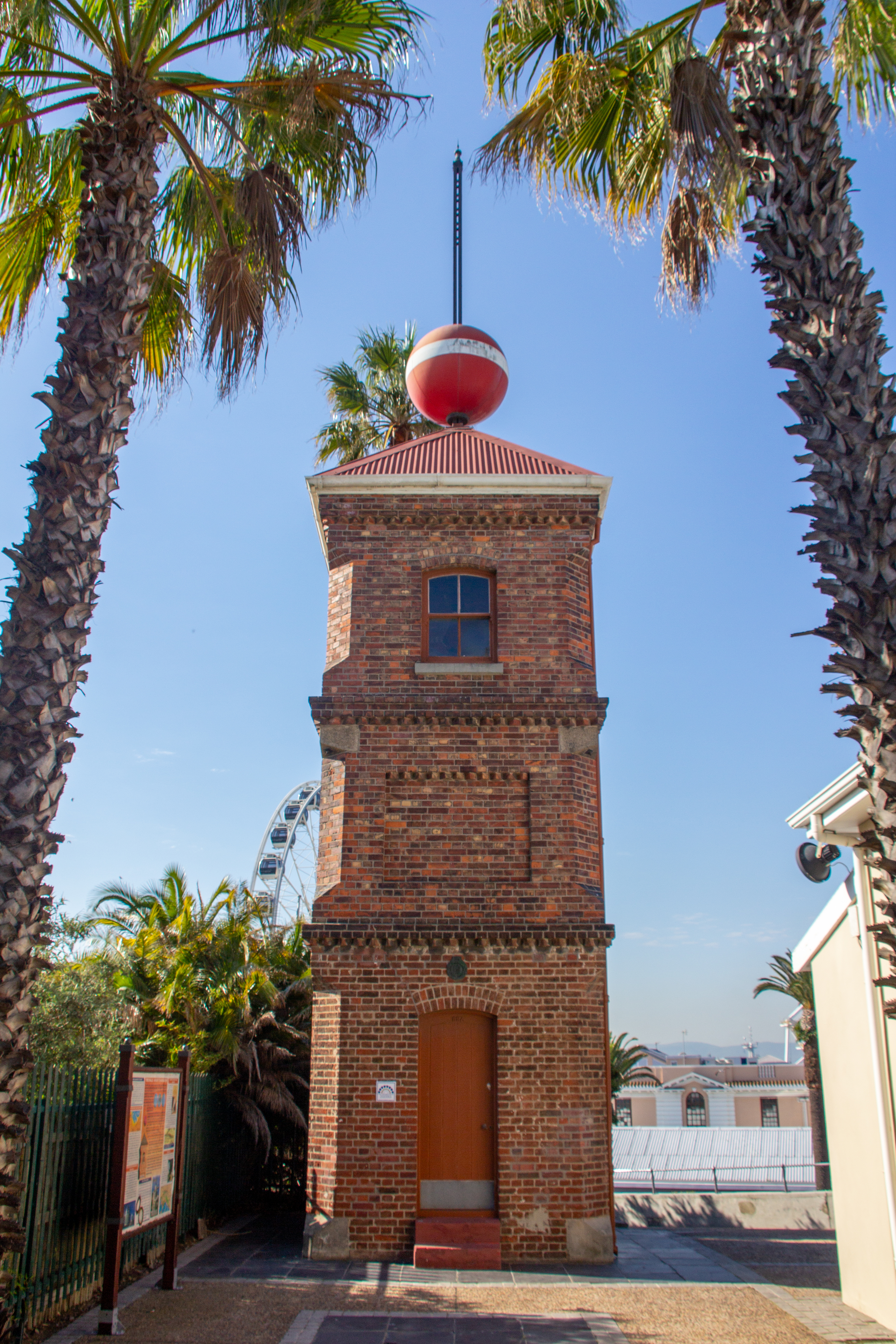
Zeitballturm, Kapstadt, Südafrika